# 松尾敏男
松尾 敏男（まつお としお、1926年〈大正15年〉3月9日 - 2016年〈平成28年〉8月4日）は、日本の画家。位階は従三位。勲等は文化勲章。多摩美術大学名誉教授、文化功労者。
財団法人日本美術院同人、多摩美術大学美術学部教授、日本芸術院会員、公益財団法人日本美術院理事長などを歴任した。

## 概要
長崎県出身の日本画家である。堅山南風に師事し、主に院展で活動した。日本美術院の同人を経て、のちに理事長に就任した。日本画の中でも特に花鳥画を題材とする作品で知られており、「花の松尾敏男」と称された。また、多摩美術大学で教鞭を執るなど、後進の育成にも努めた。日本芸術院の会員にも選任されており、文化功労者として顕彰を受け、のちに文化勲章を受章している。

## 来歴
長崎県長崎市生まれ。堅山南風に師事。東京府立第六中学校（現・東京都立新宿高等学校）卒業。在学中は体操選手であった。
1949年に『埴輪』が院展初入選。以後院展に出品を続け、1962年 初の院展奨励賞、1966年 院展日本美術院賞、1971年 芸術選奨新人賞、1975年 院展文部大臣賞、1979年 日本芸術院賞。1988年 多摩美術大学教授に就任。
1994年、日本芸術院会員。1998年、勲三等瑞宝章。2000年、文化功労者。2012年、文化勲章受章。
2016年8月4日午後8時20分、肺炎のため東京都文京区内の病院で死去。90歳没。歿後に従三位追叙。木杯一組追贈。

## 略歴
- 1926年 - 長崎県長崎市にて誕生。
- 1971年 - 日本美術院同人。
- 1988年 - 多摩美術大学美術学部教授。
- 1994年 - 日本芸術院会員。
- 2009年 - 日本美術院理事長。
- 2016年 - 死去。

## 作品
- 「紫牡丹」 紙本着色  長谷川町子美術館所蔵 1982年
- 「夕象」 長谷川町子美術館所蔵

## 賞歴
- 1975年 - 再興院展文部大臣賞。
- 1978年 - 再興院展文部大臣賞。
- 1979年 - 日本芸術院賞。

## 栄典
- 1998年 - 勲三等瑞宝章。
- 2000年 - 文化功労者。
- 2012年 - 文化勲章。
- 2013年 - 長崎県名誉県民。
- 2016年 - 従三位。
- 2016年 - 木杯一組。

## 画集など
- 花の四季 画文集 日本放送出版協会 1981
- 花の四季－画文集(続) 日本放送出版協会、1985
- 松尾敏男画集 日本放送出版協会、1987